# João Dantas Ferreira Lima
João Dantas Ferreira Lima (Baturité, 23 de janeiro de 1851 — Fortaleza, 26 de outubro de 1946) foi sacerdote católico e militar brasileiro.

## Biografia
Filho de José Ferreira Lima e Maria Claudina de Jesus Dantas, nasceu em Capistrano, então distrito do município de Baturité. Seu avô paterno, Timóteo Ferreira Lima (pai do capitão Timóteo Ferreira Lima Filho), foi um dos primeiros desbravadores daquela região.
Após concluir os estudos preparatórios no Colégio Ateneu Cearense, entrou para o Seminário Diocesano, em 1867. Recebeu o presbiterato em 30 de novembro de 1873, de Dom Luís Antônio dos Santos, e cantou sua primeira missa em 18 de dezembro do mesmo ano, na Matriz de Baturité.
Em junho de 1875, a convite dos habitantes, tornou-se capelão do então povoado de Mulungu. Em maio de 1884 foi nomeado vigário da recém-criada freguesia de Ipueiras, contígua ao Ipu, da qual tomou posse naquele mesmo ano, ali permanecendo por dois anos e meio. Foi durante seu paroquiato que se inaugurou o primeiro cemitério de pedra do local e a inauguração de uma capela, sob a invocação de Jesus, Maria e José, no povoado de Várzea Formosa — a qual viria ser a igreja matriz quando da emancipação deste povoado em município de Poranga — e de diversos oratórios privados para atender à demanda da extensa freguesia. Foi sucedido pelo padre Francisco Máximo Feitosa e Castro.
Em dezembro de 1886 foi removido para outra freguesia nova, a de São João de Uruburetama, na qual foi empossado em 16 de janeiro de 1887, e que paroquiou por dois anos e três meses, estendendo sua jurisdição à de Pentecoste, em 1888, que lhe foi anexada. Deixou a freguesia devido a um decreto de 23 de março de 1889, que o nomeou capelão tenente do Corpo Eclesiástico do Exército e, em 8 de abril seguinte, foi mandado servir na Escola Militar da província. Foi sucedido em Uruburetama pelo cônego Bernardino Lustosa.
Com o advento da república, em maio de 1890, foi desligado da escola e convocado ao Rio de Janeiro onde, em 2 de julho, foi designado capelão do Hospital Militar no Morro do Castelo e, em setembro, foi transferido para o Arsenal de Guerra. Nessa época, estando vaga a capelania da Guarnição do Estado do Ceará, retornou a seu estado natal para assumi-la, em novembro. Foi reformado compulsoriamente junto com todos os capelães do Exército em fevereiro de 1892.
Desejando propagar a devoção a Nossa Senhora do Carmo na Diocese do Ceará, obteve dos Frades Carmelitas Descalços, em Roma, a permissão de erigir canonicamente na paróquia do Patrocínio, em Fortaleza, esta devoção que foi instalada regularmente em novembro de 1891, sendo ele nomeado capelão-diretor da confraria pelo bispo Dom Joaquim José Vieira. Posteriormente, conseguiu que lhe fosse concedida a Capela de Nossa Senhora do Livramento, que estava em completo abandono, e prestes a desabar, e iniciando, em setembro de 1893, os serviços necessários, auxiliado pelos donativos da população, entregou ao culto público mais um templo sob a invocação de Nossa Senhora do Carmo.
Em 6 de junho de 1894, o padre Dantas foi nomeado promotor do bispado e, a partir de 9 de fevereiro de 1896, passou a paroquiar a freguesia de São Luís Gonzaga, em Fortaleza, em substituição ao cônego João Paulo Barbosa. Esteve à frente da paróquia por 28 anos, sendo sucedido pelo padre Luís de Carvalho Rocha. Foi distinguido com o título de monsenhor e camareiro secreto supranumerário de Sua Santidade, o papa Leão XIII, em 30 de julho de 1900.
Faleceu em Fortaleza, aos 95 anos. Hoje dá nome a uma rua no bairro Jacarecanga (Monsenhor Dantas).